# VC Oudegem in het seizoen 2019-20
Dit artikel beschrijft de Belgische volleybalploeg VC Oudegem in het seizoen 2019-2020 in de Liga Dames.

## Team 2019-2020
Trainer: Fien Callens ; hulptrainers: Bart De Gieter, Jiri Vermeulen.
| Nummer | Naam                 | Nationaliteit | Functie  | Geboortedatum    | Gestalte |
| ------ | -------------------- | ------------- | -------- | ---------------- | -------- |
| 2      | Elise Van Sas        | België        | Setter   | 1 augustus 1997  | 1,88 m   |
| 3      | Lara Nagels          | België        | Setter   | 3 juni 1997      | 1,81 m   |
| 5      | Nel Demeyer          | België        | Libero   | 21 maart 2001    | 1,75 m   |
| 1      | Laurence Dewilde     | België        | Libero   | 17 november 1994 | 1,63 m   |
| 12     | Bieke Kindt          | België        | Midden   | 11 februari 2000 | 1,91 m   |
| 8      | Margot Van De Voorde | België        | Midden   | 15 december 1997 | 1,83 m   |
| 13     | Bente Daniels        | België        | Midden   | 8 augustus 1996  | 1,85 m   |
| 4      | Yasmine Vleminckx    | België        | Opposite | 24 januari 1999  | 1,83 m   |
| 7      | Femke Kindt          | België        | Opposite | 18 juli 2001     | 1,87 m   |
| 6      | Felice Vanassche     | België        | Hoek     | 28 juli 2000     | 1,86 m   |
| 9      | Stephanie Van Bree   | België        | Hoek     | 10 november 1986 | 1,80 m   |
| 11     | Nikita De Paepe      | België        | Hoek     | 22 februari 2001 | 1,82 m   |